# Barwa czarna

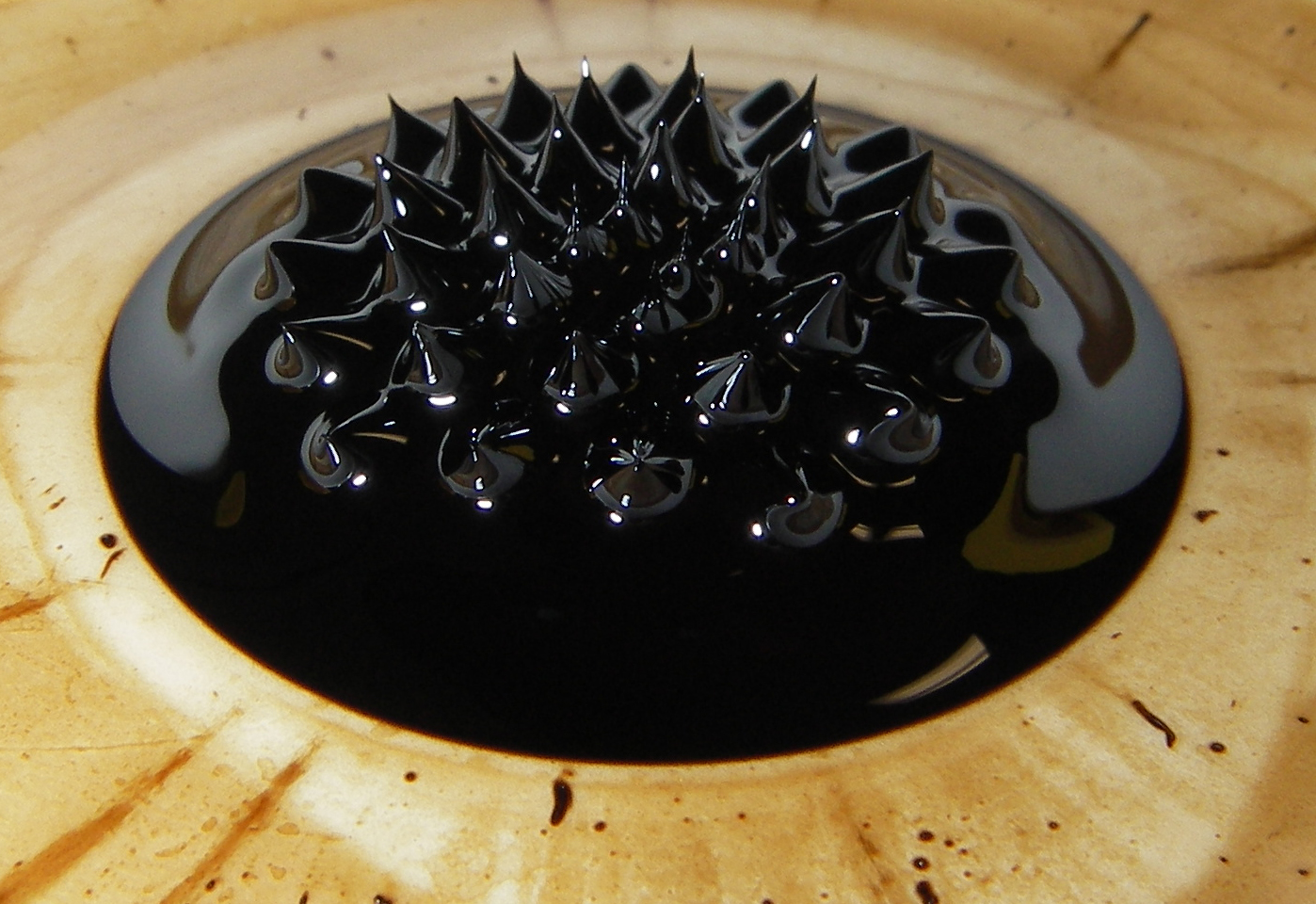
Ferrofluid - ciecz magnetyczna (czarny kolor)

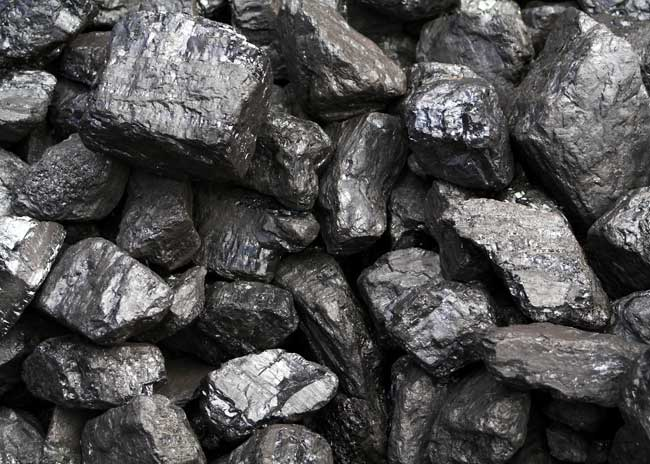
Czarny węgiel

Barwa czarna – najciemniejsza z barw. W teorii oznacza całkowity brak światła widzialnego odbijanego przez ciało przy oświetleniu dowolnym światłem widzialnym. W praktyce miejsce tak ciemne, że poprzez kontrast z resztą otoczenia nie można określić jego barwy z powodu niedoboru światła z tego kierunku. 
Praktycznie ciała doskonale czarne, czyli pochłaniające 100% padającego na nie światła, prawie nie występują, a jedną z najciemniejszych substancji spotykanych w warunkach naturalnych na Ziemi jest smoła lub sadza.

## Historia i symbolika
Czerń niemal w każdej kulturze ma inne znaczenie.
W Chinach czerń jest kolorem małych chłopców i szczęścia, w kulturze starożytnego Egiptu oraz Indian – kolorem życia, kojarzy się go z życiodajnym mułem Nilu, ziemią i jej rolą dla człowieka, zaś w kulturze amerykańskiej i europejskiej ma wiele znaczeń, na czele ze śmiercią.
Do dziś w kręgu kultury europejskiej kojarzony z religijnością, żałobą i śmiercią, czarny zyskał wielką symbolikę w XX wieku. Stał się kolorem elegancji, luksusu, wyrafinowania i szykowności, np. czarna marynarka stanowi typowy ubiór na wszelkich uroczystościach. Jest kolorem nowoczesności i tradycji zarazem. Obydwie te cechy spina w całość kojarzenie czerni z dobrym smakiem.
Pozostałe istotne cechy symbolizowane przez czerń to: tajemniczość, skojarzenie z władzą, dostojnością oraz powagą. Generalnie jest kojarzona bardziej z obszarami miejskimi niż wsią.
Czerń np. pod postacią czarnej kartki powoduje u ludzi złudzenie, że barwy i figury na niej są jaśniejsze i większe. Kwadrat koloru czerwonego będzie się wydawał jaśniejszy i większy na czarnej kartce, niż ten sam kwadrat na kartce białej – jest to zjawisko kontrastu równoległego. Czerń daje optyczne złudzenie pomniejszania.

## Czerń w sztuce europejskiej i teologii chrześcijańskiej
W historii kultury europejskiej czerń, jako przeciwieństwo światła, symbolizowała wartości negatywne. Teologia uznała ją za barwę grzechu i braku wiary. Równocześnie jednak przypisano jej znaczenia przeciwne – pokorę i wyrzeczenie (dlatego sutanny mają czarny kolor). W liturgii, gdzie oznacza żałobę i smutek, może być zastąpiona przez fiolet. Malarze, raczej niechętni wobec czerni, przedstawiali diabła w ciemnych odcieniach fioletu czy błękitu, mimo że symbolika nakazywała użycie koloru czarnego.
Najczęściej używaną czernią w malarstwie olejnym jest czerń z kości, tzn. kostna, w ujęciu chemicznym składająca się z węgla i związków potasowo wapniowych, powstałych z wyprażenia kości. Najbardziej ceniona jest czerń z kości słoniowej. Z różnych względów malarze używają czerni szwedzkiej, stanowiącej niskiej jakości wypalony węgiel. Czerń szwedzka nazywana jest sadzą, kopciem, chińską. Chemicznie jest to czysty węgiel.
Rodzaje czerni używanych w malarstwie:
- czerń mineralna
- czerń manganowa
- czerń ilmenitowa
- grafit
- czerń z kości
- czerń z winorośli
- czerń hiszpańska
- czerń szwedzka
- czerń acetylenowa
- tusz

## Znaczenie i symbolika

### Urzędy i powaga
- Black Watch (ang. czarna straż) – część Królewskiego Pułku Szkocji w Armii Brytyjskiej.
- W kulturze japońskiej kolor czarny (kuro) jest symbolem szlachetności, wieku i doświadczenia w przeciwieństwie do koloru białego (shiro) oznaczającego młodość i naiwność. Czarny pas jest pochodzącym z Japonii oznaczeniem posiadania mistrzowskich umiejętności w sztukach walki, natomiast biały pas jest oznaczeniem najniższym rangą, przed którym stoją wszystkie inne (jednak do zdobycia białego pasa też potrzebne jest pewne doświadczenie).
- Czarny jest kolorem kalifów z arabskiej dynastii Abbasydów, przez co flagi wielu krajów arabskich posiadają tę barwę.
- Jednostki do opanowywania zamieszek w Kraju Basków (Ertzaintza) w Hiszpanii znane są po ich jednolitym kolorze umundurowania, jako "beltzak" (czarni).

### Okultyzm
W okultyzmie czerń jest kolorem zniszczenia, nocy, wyciszenia i rozpaczy. Nie ma żadnej symboliki związanej bezpośrednio z człowiekiem – nie jest kolorem żadnej z czakr, nie ma także ludzi z czarną aurą.

### Subkultury
Czarny ubiór jest charakterystyczny dla fanów muzyki gotyckiej i heavymetalowej. Czarne elementy stroju stosują także przedstawiciele grup subkulturowych emo i punk.

### Związki frazeologiczne związane z czernią
- czarna polewka
- czarna owca
- czarna dziura
- czarny rynek
- czarny charakter
- czarna śmierć
- czarna magia

### Niektóre kamienie o kolorze czarnym
- czarny turmalin
- czarny onyks
- hematyt